# Schwarzschwanz-Luzon-Baumratte
Die Schwarzschwanz-Luzon-Baumratte (Carpomys melanurus) ist eine Nagetierart aus der Gattung der Luzon-Baumratten (Carpomys) in der Unterfamilie der Altweltmäuse (Murinae). Sie ist auf der Insel Luzon in den Philippinen endemisch.

## Merkmale
Die Gesamtlänge beträgt 360 bis 367 mm, die Schwanzlänge 180 bis 183 mm, die Hinterfußlänge 32 bis 34 mm, die Ohrenlänge 20 mm und das Gewicht ungefähr 165 g. Die Kopfform ist breit und stumpf. Dunkles Fell um die Augen lässt das Gesicht maskenartig erscheinen. Der lange Schwanz ist mit kurzen, nahezu schwarzen Haaren bedeckt. Die Hinterfüße sind ziemlich kurz und breit. Das weiche Fell ist an der Oberseite und an den Flanken braun und am Bauch nahezu weiß. Die Weibchen besitzen zwei Paar Milchdrüsen an den Leisten.

## Verbreitungsgebiet
1898 nannte Oldfield Thomas den Mount Data im Norden Luzons als Terra typica. Heute kommt die Art mit Sicherheit nur noch am Pulag vor.

## Lebensraum und Lebensweise
Über die Lebensweise der Schwarzschwanz-Luzon-Baumratte ist kaum etwas bekannt geworden. 2008 wurde ein Exemplar in einem moosbedeckten Wald am Pulag in 2350 m Höhe entdeckt. Das Tier befand sich etwa 5 Meter über dem Boden auf einem großen, horizontalen Zweig, der mit einer dicken Schicht von Moos, Orchideen und Farnen bedeckt war. Die Art ist wahrscheinlich nachtaktiv und überwiegend baumbewohnend. Die Nahrung besteht aus Samen.

## Status
Die IUCN listet die Art in die Kategorie „unzureichende Datenlage“ (data deficient). Vier Exemplare, drei adulte Tiere und ein Jungtier, wurden im Februar 1895 vom britischen Naturforscher John Whitehead (1860–1899) und zwei weitere Exemplare (ein Männchen und ein Weibchen) wurden später im selben Jahr am Mount Data gesammelt. Anschließend blieb diese Art 112 Jahre verschollen, bevor im April 2008 ein weiteres Exemplar von Lawrence R. Heaney und Danilo S. Balete am Pulag wiederentdeckt und fotografiert wurde. Bei Suchexpeditionen am Mount Data konnte die Schwarzschwanz-Luzon-Baumratte nicht mehr nachgewiesen werden.